# Ditte & Louise
Ditte & Louise è un film del 2018 diretto da Niclas Bendixen.